# Roholte Kirke
Roholte Kirke i landsbyen Roholte mellem Faxe og Præstø er en kirke i Roholte Sogn, Faxe Kommune.
Fra 1441-1677 tilhørte kirken kongen, mens den fra 1737 hørte under Gavnø gods, indtil den i 1953 overgik til selveje.
Kirken er bygget i 1441 på foranledning af Christoffer af Bayern. Den er opført af munkesten i skift med kalkstenskvadre fra Stevns Klint. På nordsiden findes et sakristi, som i dag anvendes som kapel. Sakristi og tårn er fra ca. 1500. Våbenhuset blev opført i forbindelse med en restaurering i 1883-85, hvor man bl.a. forhøjede murene, byggede en ny taggavl på korpolygonen, indsatte nye spidsbuede vinduer og fornyede våbenhuset. Tårnets blændinger er af den såkaldte Præstø-type.
Altertavlen er fra 1592. På topstykket sidder et reliefskåret rigsvåben og
et kronet C IV, og på topgavlen våben, tilhørende lensmanden på Tryggevælde Arild Hvitfeld.
I 1884-86 blev tavlen renset for maling og bejdset, og der blev indsat nye relieffer i storstykket, som forestiller Bebudelsen, Kristi fødsel, Kristi dåb, indtoget i Jerusalem, korsfæstelsen og opstandelsen. Alterskranken er af smedejern med drejede messingknopper.
Døbefonten er en 15-kantet stor kumme af gotlandsk kalksten. Den måler 109 cm i diameter og er et gotisk arbejde fra ca.1450. Reliefferne på siderne forestiller de fire evangelisters
symboler. Fonten har intet afløb, og foden er af en anden stenart.
Krucifikset på nordvæggen er et sengotisk arbejde fra ca. 1450-75. Figuren er 130 cm høj med en turbanflettet tornekrone. Korset ender i glatte firpasformede plader. Armene er af nyere dato.
Demant-orgelet fra 1877, blev indviet den 27. november 2005 og er et ældre orgel, der har været i forskellige kirker. Orglet har 13 stemmer, 2 manualer og pedal og er restaureret og genopstillet af orgelbygger Olav Haugland.

## Eksterne kilder og henvisninger
- Roholte Kirke hos KortTilKirken.dk
- Roholte Kirke i bogværket Danmarks Kirker (udg. af Nationalmuseet)

- Wikimedia Commons har flere filer relateret til Roholte Kirke